# Lago Verde
Lago Verde é um município brasileiro do estado do Maranhão.

## História
No século XX muitos migrantes da seca vieram para o Maranhão, encontrando terras disponíveis e desenvolvendo culturas de arroz e algodão. Com o arroz no Maranhão, a terra se valorizou e a concentração da produção se organizou nos centros.
No espaço rural dos antigos municípios, surgiram povoados que, mais tarde, transformaram-se em sede de novos municípios, como Lago Verde, Lago do Junco, Pio XII. E graças ao arroz surgiu, em 29 de novembro de 1961, Lago Verde, que inicialmente teve o nome de Santo Antonio das Laranjeira, idealizado pelo seu primeiro morador, Sr. Teodoro Sobral de Araújo, e mais tarde Centro dos Gomes, que perdurou até a emancipação do então município. O nome de Lago Verde foi dado ao município em razão da existência de um lago na região, com essa denominação.
Foi elevado à categoria de município e distrito com a denominação de Lago Verde, por lei estadual de 29 de dezembro de 1961, desmembrado de Bacabal e Vitória do Mearim. Sede no atual distrito do Lago Verde (ex-povoado). Em divisão territorial datada de 31 de dezembro de 1963, o município é constituído do distrito sede.

## Geografia
A área do município de Lago Verde é de 631,455 quilometros quadrados, o que o coloca na posição 150 dentre as 217 cidades do Maranhão.
| Área da unidade territorial [2024] | 631,455 km²                    |
| Hierarquia urbana [2018]           | Centro Local                   |
| Região de Influência [2018]        | Bacabal - Centro Subregional A |
| Região intermediária [2024]        | Santa Inês - Bacabal           |
| Região imediata [2024]             | Bacabal                        |
| Mesorregião [2022]                 | Centro Maranhense              |
| Microrregião [2022]                | Médio Mearim                   |

Fonte: IBGE
| Área urbanizada [2019]                | 3,09 km²     |
| Esgotamento sanitário adequado [2010] | 12,4 %       |
| Arborização de vias públicas [2010]   | 58,7 %       |
| Urbanização de vias públicas [2010]   | 1,6 %        |
| População exposta ao risco [2010]     | Sem dados    |
| Bioma predominante [2024]             | Amazônia     |
| Sistema Costeiro-Marinho [2019]       | Não pertence |

Fonte: IBGE
Economia
Em 2021, o Produto Interno Bruto (PIB) per capita de Lago Verde foi de R$ 8.294,05, valor que colocava o município na 142 posição entre os 217 do estado do Maranhão. Já em 2023, as receitas oriundas de fontes externas representavam 94,64 % do total arrecadado pelo município, o que o posicionava em 86 lugar no ranking estadual.
| PIB per capita [2021]                                                                           | 8.294,05 R$      |
| Índice de Desenvolvimento Humano Municipal (IDHM) [2010]                                        | 0,557            |
| Total de receitas brutas realizadas [2023]                                                      | 70.822.975,19 R$ |
| Transferências correntes (Percentual em relação às receitas correntes brutas realizadas) [2023] | 94,64 %          |
| Total de despesas brutas empenhadas [2023]                                                      | 68.136.286,51 R$ |

Fonte: IBGE
| Salário médio mensal dos trabalhadores formais [2022]                                             | 2,2 salários mínimos |
| Pessoal ocupado [2022]                                                                            | 807 pessoas          |
| População ocupada [2022]                                                                          | 5,46 %               |
| Percentual da população com rendimento nominal mensal per capita de até 1/2 salário mínimo [2010] | 54 %                 |

Fonte: IBGE
Educação
Em 2010, a taxa de escolarização de crianças entre 6 e 14 anos em Lago Verde era de 97,1 %, colocando o município na 86 colocação entre os 217 do estado. Quanto ao Índice de Desenvolvimento da Educação Básica (IDEB) referente ao ano de 2023, os anos iniciais do ensino fundamental na rede pública apresentaram índice de 5,0 enquanto os anos finais atingiram 3,9.
| Taxa de escolarização de 6 a 14 anos de idade [2010]             | 97,1 %           |
| IDEB – Anos iniciais do ensino fundamental (Rede pública) [2023] | 5,0              |
| IDEB – Anos finais do ensino fundamental (Rede pública) [2023]   | 3,9              |
| Matrículas no ensino fundamental [2023]                          | 2.422 matrículas |
| Matrículas no ensino médio [2023]                                | 745 matrículas   |
| Docentes no ensino fundamental [2023]                            | 183 docentes     |
| Docentes no ensino médio [2023]                                  | 43 docentes      |
| Número de estabelecimentos de ensino fundamental [2023]          | 30 escolas       |
| Número de estabelecimentos de ensino médio [2023]                | 2 escolas        |

Fonte: IBGE